# Candidature en 1958 des députés français de la 3e législature
Liste des candidatures en 1958 des députés français de la 3e législature de la Quatrième République et d'une éventuelle candidature à leur réélection lors des élections législatives des 23 et 30 novembre 1958. Les députés en fonction sont présentés au moment du scrutin et de la fin de la mandature. L'année indiquée est celle de leur première élection à l'Assemblée nationale, les mandats pouvant cependant ne pas avoir été continus. 